# Кассини, Жак
Жак Кассини (фр. Jacques Cassini; 18 февраля 1677, Париж — 15 апреля 1756, Тури-Су-Клермон) — французский астроном, сын Ж. Д. Кассини.

## Биография
Родился в Парижской обсерватории, в 1691 окончил Мазариниевский коллеж и с этого времени работал в Парижской обсерватории, которую возглавил после смерти отца.
Основные труды посвящены определению фигуры Земли, изучению планет и их спутников, комет. Помогал отцу в астрономических наблюдениях и геодезических измерениях. В 1695 сопровождал его в поездке по Италии, затем посетил Фландрию, Нидерланды, Англию, где выполнил большое число астрономических и геодезических измерений. В 1700—1701 участвовал в измерении южной дуги Парижского меридиана; в 1718 завершил измерение северной части этого меридиана, доведя его до Дюнкерка. В споре о форме фигуры Земли занимал ошибочную позицию, считая её вытянутым сфероидом. Предложил метод определения долготы из наблюдений покрытий звезд и планет Луной. Изучал орбиты спутников планет, строение колец Сатурна. Выполнил много наблюдений комет. Изучал морские приливы. После открытия Э. Галлеем собственных движений звезд первым начал их измерения. Был убежденным картезианцем и противником теории всемирного тяготения, стремился факты наблюдений интерпретировать с помощью теории вихрей.
Член Парижской академии наук (1699), член Лондонского королевского общества (1698).
В его честь назван кратер Кассини на Луне и астероид № 24102.

## Публикации
- De la grandeur et de la figure de la terre (1720)
- Méthode de determiner si la terre est sphérique ou non (1738)
- Éléments d’astronomie (1740)
- Tables astronomiques du Soleil, de la Lune, des Planètes, Des Étoiles Fixes Et Des Satellites De Jupiter Et De Saturne (1740)
- Traité de la Comète qui a paru en décembre 1743 & en janvier, février & mars 1744 avec Jean Philippe de Chéseaux
- Addition aux Tables astronomiques (1756)